# Hvallátur
Hvallátur är en ögrupp i republiken Island.   Den ligger i Breiðafjörður i regionen Västfjordarna, i den västra delen av landet, 150 km norr om huvudstaden Reykjavík.
Namnet Hvallátur betyder ″yngelplats för valar″, men de ″valar″ som här åsyftas är valrossar (rosmhvalur, flertal - hvalir), som i äldre tid fanns på dessa öar och som omtalas i sagorna för sina värdefulla betar.